# Innocence (film 2004)
Innocence è un film del 2004 diretto da Lucile Hadžihalilović.
Il soggetto è ispirato alla novella dello scrittore tedesco Frank Wedekind Mine-Haha, portata sul grande schermo anche da John Irvin (L'educazione fisica delle fanciulle).

## Trama
In un educatorio all'interno di un grande parco cinto da alte mura, alcune bambine vengono educate all'arte della danza, fino al momento in cui, giunta la pubertà, dovranno affrontare il mondo esterno. Alcune tentano la fuga, altre vorrebbero restare per sempre con le compagne. Metafora al tempo stesso trasparente e criptica sul mistero della crescita, immersa in una atmosfera vagamente morbosa, che pare sul punto di sfociare nella più crudele delle tragedie.